# Moreno (Pernambouc)
Pour les articles homonymes, voir Moreno.
Moreno est une ville brésilienne du littoral de l'État du Pernambouc.

## Géographie
Moreno se situe par une latitude de 08° 07′ 07″ sud et par une longitude de 35° 05′ 32″ ouest, à une altitude de 96 mètres.
Sa population était de 52 780 habitants au recensement de 2007. La municipalité s'étend sur 196 km2.
Elle fait partie de la microrégion de Recife, dans la mésorégion métropolitaine de Recife.
Elle fait également partie de la région métropolitaine de Recife.